# Similiter cadens
Similiter cadens (gr. homoioptoton, pol. podobieństwo kadencji) – figura retoryczna, użycie tych samych przypadków rzeczowników zastosowanych w tym samym wypowiedzeniu.